# Alfred Werner
Alfred Werner (født 12. december 1866, død 15. november 1919) var en schweizisk kemiker. Han studerede på ETH Zürich og blev senere professor på Zürich Universitet. Han fik Nobelprisen i kemi i 1913 for at foreslå oktahedral konfiguration af komplekser med overgangsmetaller. Werner udviklede den grundlæggende koordinationskemi. Han var den første uorganiske kemiker, der modtog Nobelprisen, og den eneste indtil 1973, hvor Ernst Otto Fischer og Geoffrey Wilkinson modtog den.